# Дламини, Клеопас
Принц Клеопас Сифо Дламини (англ. и свати Cleopas Sipho Dlamini; род. 26 декабря 1952) — бизнесмен из Эсватини. Премьер-министр Эсватини с 16 июля 2021 по 28 сентября 2023 года.
Он сменил Тембу Масуку, который занимал этот пост в качестве исполняющего обязанности после смерти в декабре 2020 года Амброуза Мандвало Дламини. Прежде чем он был назначен премьер-министром, Клеопас был главным исполнительным директором Государственного пенсионного фонда Королевства Эсватини. Он также был сенатором в Сенате Эсватини.

## Премьер-министр Эсватини
16 июля 2021 года, после крупных политических беспорядков против монархии в Эсватини, на сибайе в Королевском дворце Лудзидзини, примерно в 20 километрах к югу от Мбабане король Мсвати III объявил о назначении Клеопаса Дламини следующим премьер-министром. Новый премьер-министр принёс присягу 19 июля 2021 года, а также принял присягу в качестве члена парламента Эсватини. Он председательствовал на первом заседании нового кабинета министров утром 20 июля 2021 года.